# 罗伯托·卡马雷莱
罗伯托·卡马雷莱（義大利語：Roberto Cammarelle，1980年3月22日—），意大利男子拳击运动员。他曾代表意大利参加2004年、2008年和2012年夏季奥林匹克运动会拳击比赛，共获得一枚金牌、一枚银牌和一枚铜牌。